# Moroni (famiglia milanese)
Moroni o Morone è il cognome di alcune famiglie presenti sui territori di Milano e Bergamo già dal primo millennio, ma non vi sono tra le due famiglie collegamenti certi. Vi è la presenza di personaggi dal medesimo cognome anche in altri territori italiani non sempre collegabili alle due famiglie lombarde.

## Biografia
L'origine della famiglia Moroni secondo lo storico Durante Dorio, risalirebbe all'antica famiglia veneziana dei Celsi. Un personaggio veneziano si sarebbero trasferito a Milano dove si sarebbe congiunto con Pandolfina Turriani, dando origine al ramo milanese della famiglia.

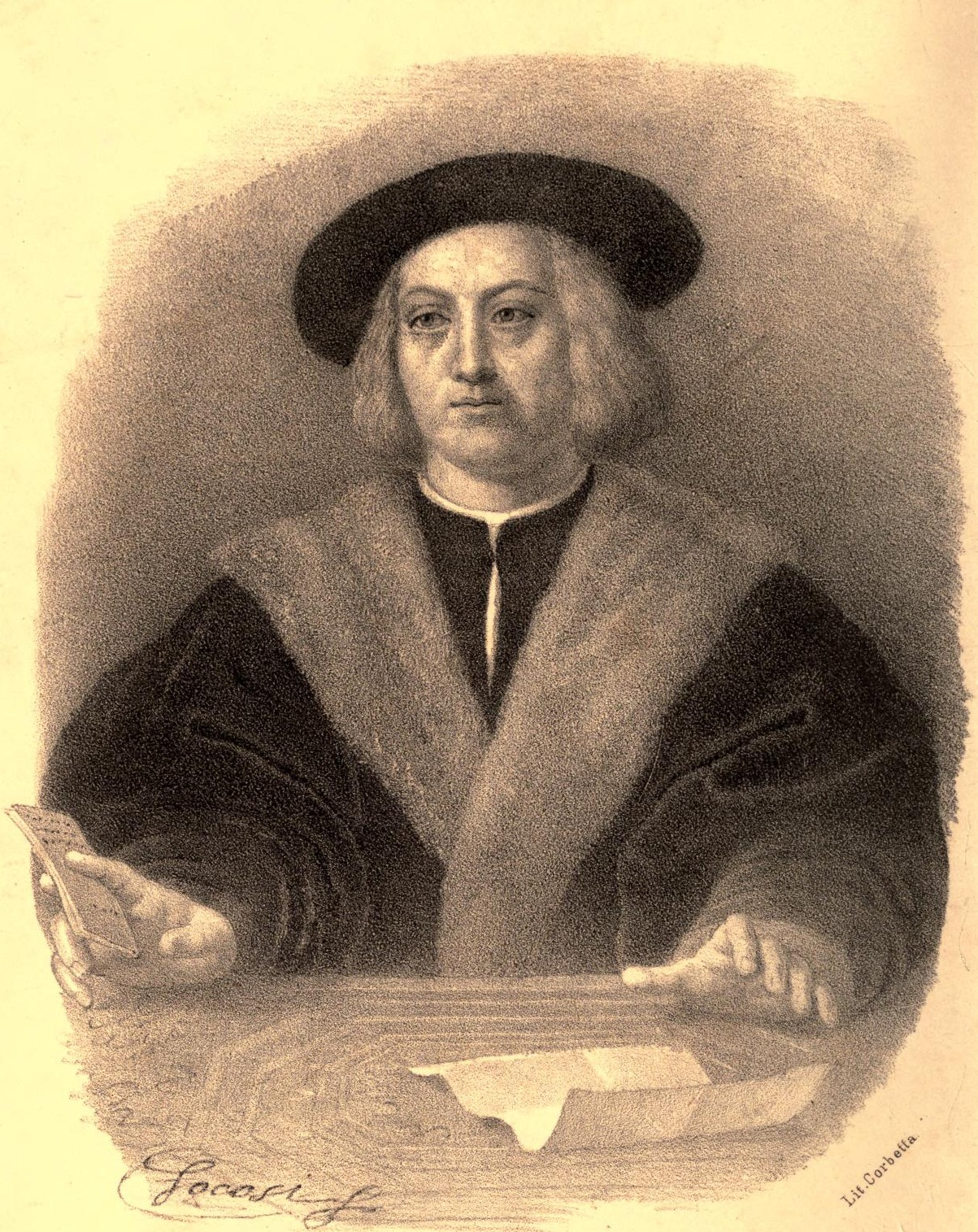
Girolamo Morone, ritratto da Leonardo da Vinci

La famiglia patrizia dei Moroni o Morone è citata sul territorio già dal 936. Una leggenda tramandata racconta che un soldato della famiglia di ritorno dalle Crociate in Terra Santa portò con sé la pianta del gelso indispensabile per la coltivazione del baco da seta e l'industria tessile lombarda. La pianta in dialetto lombardo è detta moru, da qui il cognome Moroni. Certo è che a Milano la famiglia ebbe una vita pubblica intensa e di prestigio fin dal XIII secolo.
Nel primo decennio del XIII secolo, un certo Jacopo figlio di Mussone Morone risulta fosse, con Bartolomeo e Caradone, tra i responsabili della Repubblica Milanese. Con le generazioni successive, i Moroni passarono al servizio dei Visconti e degli Sforza. Tanto che Girolamo fu nominato Gran cancelliere con il privilegio di essere ritratto da Leonardo da Vinci. 
Tra i personaggi importanti Giovanni Gerolamo Moroni, che fu nominato vescovo a soli vent'anni. Ricevette poi l'incarico di nunzio apostolico e cardinale, diventando uno dei più importanti cardinali del XVI secolo, tanto da presiedere in qualità di presidente al Concilio di Trento. Nel XVIII secolo, da Annibale Moroni nacque Michele (1775-1858) che sposatosi con Laura Del Bufalo diede inizio alla nuova generazione. 
Numerosi furono i personaggi originari della famiglia Moroni di Milano ad avere importanti incarichi. E molti furono i titoli nobiliari ricevuti: nel XVI secolo conti di Lecco, d'Orio, e duchi di Boiano, signori di molte località tra cui Pettorano, Colle Stefano, Alberello, Folignano, conti di Pontermone di Ferrarese e Vadinuse. Nel Seicento il titolo comitali di Cantalupo , Olnago, Colnago, Basiano e Monastero di Basiano, fino al 1836 il titolo di marchese di Vulci per successione. La famiglia è inoltre iscritta nel Libro d'oro della nobiltà italiana con il titolo di Patrizio Romano.

## Personaggi

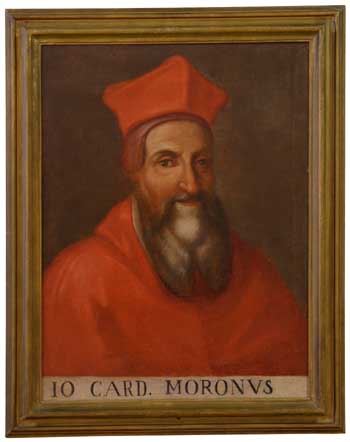
ritratto anonimo di Giovanni Gerolamo Moroni

- Girolamo Morone (1470-1529) Personaggio illustre della vita milanese del Cinquecento. Tenente generale al servizio del duca Francesco II Sforza che lo nominò conte. Girolamo nominato gran Cancellieri fu ritratto da Leonardo da Vinci. Fu un personaggio importante nella storia di Milano, egli aveva inteso l'importanza dell'unità d'Italia, predisponendo un trattato che venne poi considerato una congiura a opera del marchese di Pescara Fernando Francesco d'Avalos. Per questo continuò a essere fedele all'esercito imperiale partecipando con l'esercito del Frundsberg al sacco di Roma del 1527.

- Giovanni Gerolamo Morone (1509-1580) Nominato vescovo a soli vent'anni e poi nunzio apostolico e cardinale, fu sicuramente tra i più importanti prelati del suo tempo. La sua modestia non fu sempre considerata una qualità venne infatti rinchiuso in Castel Sant'Angelo da dove fu liberato solo per partecipare al conclave e all'elezione di papa Pio IV che gli conferì numerosi incarichi. Tra cui la presidenza al Concilio di Trento. Con san Carlo Borromeo e sant'Ignazio di Loyola, fondò il Collegio romano poi Pontificia Università Gregoriana.[2]

- Antonio Moroni, fratello di Gerolamo fu Antonio il cui figlio Giulio fu chiamato a Roma dallo zio cardinale andando ad abitare nel palazzo posto sulla via detta dei Moroni-[4]

- Gerolamo Moroni (...-17 ottobre 1615) ebbe incarichi importanti diventando decurione di Milano dal 10 giugno 1574, fu nominato Giudice delle strade nel 1599, e generale di Santa Romana Chiesa e il 26 agosto 1591 governatore di Avignone.[5]

- Orazio Morone (...-30 maggio 1603)Fu nominato vescovo di Sutri e Nepi, e durante il suo vescovato realizzò numerose costruzioni, tra cui la realizzazione degli stipiti delle porte nella chiesa di San Giacomo Maggiore, e con le sue numerose visite pastorali fu l'iniziato delle relationes ad limina.[6]

## Albero genealogico
|                    |                    |                                        |                                        |                                               |                                               |                                    |                                    |                                   |                                   |                                                      |                                                      |                                 |                                 |                               |                               |               |               |                      |                                              |                                                                           |                                                                           |                                |             |                         |                                             |                                             |                                                            |                                                        |                                                                         |                                                                         |                                           |                                                                    |                                                                    | | |                                                                                        | | |                                                                    |                                                       |                                                                                              |                                                                                              |                                                         |                                                         |                                                                 |                                                                 |                                                                 |                                                                 |                                                 |                                     |                                     |                                  |                                  |                      |                      |
|                    |                    |                                        |                                        |                                               |                                               |                                    |                                    |                                   |                                   |                                                      |                                                      |                                 |                                 |                               |                               |               |               |                      |                                              |                                                                           |                                                                           |                                |             |                         |                                             |                                             | Guglielmo *? †? ?                                          |                                                        |                                                                         |                                                                         |                                           |                                                                    |                                                                    | | |                                                                                        | | |                                                                    |                                                       |                                                                                              |                                                                                              |                                                         |                                                         |                                                                 |                                                                 |                                                                 |                                                                 |                                                 |                                     |                                     |                                  |                                  |                      |                      |
|                    |                    |                                        |                                        |                                               |                                               |                                    |                                    |                                   |                                   |                                                      |                                                      |                                 |                                 |                               |                               |               |               |                      |                                              |                                                                           |                                                                           |                                |             |                         |                                             |                                             |                                                            |                                                        |                                                                         |                                                                         |                                           |                                                                    |                                                                    | | |                                                                                        | | |                                                                    |                                                       |                                                                                              |                                                                                              |                                                         |                                                         |                                                                 |                                                                 |                                                                 |                                                                 |                                                 |                                     |                                     |                                  |                                  |                      |                      |
|                    |                    |                                        |                                        |                                               |                                               |                                    |                                    |                                   |                                   |                                                      |                                                      |                                 |                                 |                               |                               |               |               |                      |                                              |                                                                           |                                                                           |                                |             |                         |                                             |                                             |                                                            |                                                        |                                                                         |                                                                         |                                           |                                                                    |                                                                    | | |                                                                                        | | |                                                                    |                                                       |                                                                                              |                                                                                              |                                                         |                                                         |                                                                 |                                                                 |                                                                 |                                                                 |                                                 |                                     |                                     |                                  |                                  |                      |                      |
|                    |                    |                                        |                                        |                                               |                                               |                                    |                                    |                                   |                                   |                                                      |                                                      |                                 |                                 |                               |                               |               |               |                      |                                              |                                                                           |                                                                           |                                |             |                         |                                             |                                             | Giovanni †1424 Giovanna Pietrasanta                        |                                                        |                                                                         |                                                                         |                                           |                                                                    |                                                                    | | |                                                                                        | | |                                                                    |                                                       |                                                                                              |                                                                                              |                                                         |                                                         |                                                                 |                                                                 |                                                                 |                                                                 |                                                 |                                     |                                     |                                  |                                  |                      |                      |
|                    |                    |                                        |                                        |                                               |                                               |                                    |                                    |                                   |                                   |                                                      |                                                      |                                 |                                 |                               |                               |               |               |                      |                                              |                                                                           |                                                                           |                                |             |                         |                                             |                                             |                                                            |                                                        |                                                                         |                                                                         |                                           |                                                                    |                                                                    | | |                                                                                        | | |                                                                    |                                                       |                                                                                              |                                                                                              |                                                         |                                                         |                                                                 |                                                                 |                                                                 |                                                                 |                                                 |                                     |                                     |                                  |                                  |                      |                      |
|                    |                    |                                        |                                        |                                               |                                               |                                    |                                    |                                   |                                   |                                                      |                                                      |                                 |                                 |                               |                               |               |               |                      |                                              |                                                                           |                                                                           |                                |             |                         |                                             |                                             |                                                            |                                                        |                                                                         |                                                                         |                                           |                                                                    |                                                                    | | |                                                                                        | | |                                                                    |                                                       |                                                                                              |                                                                                              |                                                         |                                                         |                                                                 |                                                                 |                                                                 |                                                                 |                                                 |                                     |                                     |                                  |                                  |                      |                      |
|                    |                    |                                        |                                        |                                               |                                               |                                    |                                    |                                   |                                   |                                                      |                                                      |                                 |                                 |                               |                               |               |               |                      |                                              |                                                                           |                                                                           |                                |             |                         |                                             |                                             | Bartolomeo *1392 †1461 1.Caterina Omodei 2.Giovanna Birago |                                                        |                                                                         |                                                                         |                                           |                                                                    |                                                                    | | |                                                                                        | | |                                                                    |                                                       |                                                                                              |                                                                                              |                                                         |                                                         |                                                                 |                                                                 |                                                                 |                                                                 |                                                 |                                     |                                     |                                  |                                  |                      |                      |
|                    |                    |                                        |                                        |                                               |                                               |                                    |                                    |                                   |                                   |                                                      |                                                      |                                 |                                 |                               |                               |               |               |                      |                                              |                                                                           |                                                                           |                                |             |                         |                                             |                                             |                                                            |                                                        |                                                                         |                                                                         |                                           |                                                                    |                                                                    | | |                                                                                        | | |                                                                    |                                                       |                                                                                              |                                                                                              |                                                         |                                                         |                                                                 |                                                                 |                                                                 |                                                                 |                                                 |                                     |                                     |                                  |                                  |                      |                      |
|                    |                    |                                        |                                        |                                               |                                               |                                    |                                    |                                   |                                   |                                                      |                                                      |                                 |                                 |                               |                               |               |               |                      |                                              |                                                                           |                                                                           |                                |             |                         |                                             |                                             |                                                            |                                                        |                                                                         |                                                                         |                                           |                                                                    |                                                                    | | |                                                                                        | | |                                                                    |                                                       |                                                                                              |                                                                                              |                                                         |                                                         |                                                                 |                                                                 |                                                                 |                                                                 |                                                 |                                     |                                     |                                  |                                  |                      |                      |
| 1.Elisabetta †1461 | 1.Elisabetta †1461 | 1.Giovanni Tommaso †1457 Lucia Toscani | 1.Giovanni Tommaso †1457 Lucia Toscani | 1.Maddalena *? †? Giovanni Antonio Tagliabò   | 1.Maddalena *? †? Giovanni Antonio Tagliabò   |                                    | 1.Antonio †1480 Lucia Biglia       | 1.Antonio †1480 Lucia Biglia      |                                   |                                                      |                                                      |                                 |                                 |                               |                               |               |               |                      |                                              |                                                                           | 1.Cristoforo *? †?                                                        | 1.Cristoforo *? †?             |             |                         |                                             |                                             |                                                            |                                                        |                                                                         |                                                                         |                                           |                                                                    |                                                                    | | | 1.Giovanni *1423 †1503 Anna Fossati                                                    | 1.Giovanni *1423 †1503 Anna Fossati                                                                          | |                                                                    |                                                       | 1.Giampaolo *? †? Margherita Meraviglia                                                      | 1.Giampaolo *? †? Margherita Meraviglia                                                      |                                                         | 1.Signorino †1487 ?                                     | 1.Signorino †1487 ?                                             | 1.Margherita *? †? Vincenzo Rabbia                              | 1.Margherita *? †? Vincenzo Rabbia                              | 1.Ludovico †1483 ?                                              | 1.Ludovico †1483 ?                              | 1.Giovanna *? †? Gabriele Vimercati | 1.Giovanna *? †? Gabriele Vimercati | 1.Elena *? †? Federico Selvatico | 1.Elena *? †? Federico Selvatico | 2.Antonia *1459 †? ? | 2.Antonia *1459 †? ? |
|                    |                    |                                        |                                        |                                               |                                               |                                    |                                    |                                   |                                   |                                                      |                                                      |                                 |                                 |                               |                               |               |               |                      |                                              |                                                                           |                                                                           |                                |             |                         |                                             |                                             |                                                            |                                                        |                                                                         |                                                                         |                                           |                                                                    |                                                                    | | |                                                                                        | | |                                                                    |                                                       |                                                                                              |                                                                                              |                                                         |                                                         |                                                                 |                                                                 |                                                                 |                                                                 |                                                 |                                     |                                     |                                  |                                  |                      |                      |
|                    |                    |                                        |                                        |                                               |                                               |                                    |                                    |                                   |                                   |                                                      |                                                      |                                 |                                 |                               |                               |               |               |                      |                                              |                                                                           |                                                                           |                                |             |                         |                                             |                                             |                                                            |                                                        |                                                                         |                                                                         |                                           |                                                                    |                                                                    | | |                                                                                        | | |                                                                    |                                                       |                                                                                              |                                                                                              |                                                         |                                                         |                                                                 |                                                                 |                                                                 |                                                                 |                                                 |                                     |                                     |                                  |                                  |                      |                      |
|                    |                    | Galeotto *? †? senza eredi             | Galeotto *? †? senza eredi             | Filippo *1485 †? canonico del duomo di Milano | Filippo *1485 †? canonico del duomo di Milano | Alessandro *1485 †?                | Alessandro *1485 †?                | Galeazzo *? †? Lucia Marliani     | Galeazzo *? †? Lucia Marliani     | Gian Giacomo *? †?                                   | Gian Giacomo *? †?                                   |                                 |                                 |                               |                               |               |               |                      |                                              |                                                                           |                                                                           |                                |             |                         |                                             |                                             |                                                            |                                                        |                                                                         |                                                                         |                                           |                                                                    | Tommaso †1505 senza eredi                                          | Tommaso †1505 senza eredi                                                                            | Girolamo, I duca di Boiano *1470 †1529 Amabilia Fissiraga                                            | Girolamo, I duca di Boiano *1470 †1529 Amabilia Fissiraga                              | Anna *? †? Giovanni Maria Biumi                                                                              | Anna *? †? Giovanni Maria Biumi                                                                              | Taddeo †1494 canonico del duomo di Milano                          | Taddeo †1494 canonico del duomo di Milano             | Caterina *? †? Pasino Rampini                                                                | Caterina *? †? Pasino Rampini                                                                | Giovanni Ambrogio *? †? Margherita di Corte senza eredi | Giovanni Ambrogio *? †? Margherita di Corte senza eredi | Giovanni Pietro *? †? Babila Cavazzi della Somaglia senza eredi | Giovanni Pietro *? †? Babila Cavazzi della Somaglia senza eredi |                                                                 | Tommaso, I conte di Ferrerano †1531 senza eredi                 | Tommaso, I conte di Ferrerano †1531 senza eredi |                                     |                                     |                                  |                                  |                      |                      |
|                    |                    |                                        |                                        |                                               |                                               |                                    |                                    |                                   |                                   |                                                      |                                                      |                                 |                                 |                               |                               |               |               |                      |                                              |                                                                           |                                                                           |                                |             |                         |                                             |                                             |                                                            |                                                        |                                                                         |                                                                         |                                           |                                                                    |                                                                    | | |                                                                                        | | |                                                                    |                                                       |                                                                                              |                                                                                              |                                                         |                                                         |                                                                 |                                                                 |                                                                 |                                                                 |                                                 |                                     |                                     |                                  |                                  |                      |                      |
|                    |                    |                                        |                                        |                                               |                                               |                                    |                                    |                                   |                                   |                                                      |                                                      |                                 |                                 |                               |                               |               |               |                      |                                              |                                                                           |                                                                           |                                |             |                         |                                             |                                             |                                                            |                                                        |                                                                         |                                                                         |                                           |                                                                    |                                                                    | | |                                                                                        | | |                                                                    |                                                       |                                                                                              |                                                                                              |                                                         |                                                         |                                                                 |                                                                 |                                                                 |                                                                 |                                                 |                                     |                                     |                                  |                                  |                      |                      |
|                    |                    |                                        |                                        |                                               |                                               |                                    |                                    | Antonio †1559 Barbara Bazzi       | Antonio †1559 Barbara Bazzi       |                                                      |                                                      |                                 |                                 |                               |                               |               |               |                      |                                              | Giovanni Antonio, I conte di Ponte Curone *1505 †1539 Francesca Berzio *? | Giovanni Antonio, I conte di Ponte Curone *1505 †1539 Francesca Berzio *? |                                |             |                         |                                             |                                             |                                                            |                                                        |                                                                         |                                                                         |                                           |                                                                    |                                                                    | | |                                                                                        | Sforza, II conte di Ponte Curone †1570 Camilla Doria *?                                                      | Sforza, II conte di Ponte Curone †1570 Camilla Doria *?                                                      | Anna †1570 Massimiliano Stampa, I marchese di Soncino              | Anna †1570 Massimiliano Stampa, I marchese di Soncino | Eleonora *1508 †1586 1.Gerolamo Botta, I marchese di Fortunago 2.Giovanni Francesco Vialardi | Eleonora *1508 †1586 1.Gerolamo Botta, I marchese di Fortunago 2.Giovanni Francesco Vialardi | Giovanni Girolamo *1509 †1580 cardinale                 | Giovanni Girolamo *1509 †1580 cardinale                 | Amabilia *1510 †? Catellano Gallarati                           | Amabilia *1510 †? Catellano Gallarati                           | Angiola *1511 †? Adalberto Pallavicino, III marchese di Busseto | Angiola *1511 †? Adalberto Pallavicino, III marchese di Busseto | Girolamo †1520                                  | Girolamo †1520                      | Chiara *? †? Alessandro Visconti    | Chiara *? †? Alessandro Visconti |                                  |                      |                      |
|                    |                    |                                        |                                        |                                               |                                               |                                    |                                    |                                   |                                   |                                                      |                                                      |                                 |                                 |                               |                               |               |               |                      |                                              |                                                                           |                                                                           |                                |             |                         |                                             |                                             |                                                            |                                                        |                                                                         |                                                                         |                                           |                                                                    |                                                                    | | |                                                                                        | | |                                                                    |                                                       |                                                                                              |                                                                                              |                                                         |                                                         |                                                                 |                                                                 |                                                                 |                                                                 |                                                 |                                     |                                     |                                  |                                  |                      |                      |
|                    |                    |                                        |                                        |                                               |                                               |                                    |                                    |                                   |                                   |                                                      |                                                      |                                 |                                 |                               |                               |               |               |                      |                                              |                                                                           |                                                                           |                                |             |                         |                                             |                                             |                                                            |                                                        |                                                                         |                                                                         |                                           |                                                                    |                                                                    | | |                                                                                        | | |                                                                    |                                                       |                                                                                              |                                                                                              |                                                         |                                                         |                                                                 |                                                                 |                                                                 |                                                                 |                                                 |                                     |                                     |                                  |                                  |                      |                      |
|                    |                    |                                        |                                        | Lucrezia *1548 †1618                          | Lucrezia *1548 †1618                          | Giacomo Antonio *? †? Porzia Massa | Giacomo Antonio *? †? Porzia Massa | Lucia *? †? Giulio Moroni         | Lucia *? †? Giulio Moroni         | Galeazzo *1535 †1613 vescovo di Tolentino e Macerata | Galeazzo *1535 †1613 vescovo di Tolentino e Macerata | Carlo *? †?                     | Carlo *? †?                     |                               |                               |               |               |                      | 1.Isabella *1530 †? Giovanni Antonio Majnoni | 1.Isabella *1530 †? Giovanni Antonio Majnoni                              | *.Giulio *? †1580 Lucia Moroni                                            | *.Giulio *? †1580 Lucia Moroni |             |                         |                                             |                                             |                                                            |                                                        |                                                                         |                                                                         |                                           |                                                                    |                                                                    | 1.Anna †1569 Antonio Cicogna, II conte di Terdobbiate                                                | 1.Anna †1569 Antonio Cicogna, II conte di Terdobbiate                                                | 1.Girolamo, III conte di Ponte Curone †1615 Livia Barbiano *1 Ippolita Martignoni *2 ? | 1.Girolamo, III conte di Ponte Curone †1615 Livia Barbiano *1 Ippolita Martignoni *2 ?                       | 1.Olimpia *? †? Carlo Bartolomeo Cicogna, III conte di Terdobbiate                                           | 1.Olimpia *? †? Carlo Bartolomeo Cicogna, III conte di Terdobbiate | *.Orazio *? †? senza eredi                            | *.Orazio *? †? senza eredi                                                                   |                                                                                              |                                                         |                                                         |                                                                 |                                                                 |                                                                 |                                                                 |                                                 |                                     |                                     |                                  |                                  |                      |                      |
|                    |                    |                                        |                                        |                                               |                                               |                                    |                                    |                                   |                                   |                                                      |                                                      |                                 |                                 |                               |                               |               |               |                      |                                              |                                                                           |                                                                           |                                |             |                         |                                             |                                             |                                                            |                                                        |                                                                         |                                                                         |                                           |                                                                    |                                                                    | | |                                                                                        | | |                                                                    |                                                       |                                                                                              |                                                                                              |                                                         |                                                         |                                                                 |                                                                 |                                                                 |                                                                 |                                                 |                                     |                                     |                                  |                                  |                      |                      |
|                    |                    |                                        |                                        |                                               |                                               |                                    |                                    |                                   |                                   |                                                      |                                                      |                                 |                                 |                               |                               |               |               |                      |                                              |                                                                           |                                                                           |                                |             |                         |                                             |                                             |                                                            |                                                        |                                                                         |                                                                         |                                           |                                                                    |                                                                    | | |                                                                                        | | |                                                                    |                                                       |                                                                                              |                                                                                              |                                                         |                                                         |                                                                 |                                                                 |                                                                 |                                                                 |                                                 |                                     |                                     |                                  |                                  |                      |                      |
|                    |                    |                                        |                                        | Caterina †1632 Cesare Brivio                  | Caterina †1632 Cesare Brivio                  | Michele *? †? Francesca Melchiorri | Michele *? †? Francesca Melchiorri | Angiola *? †? Antonio Maria Amico | Angiola *? †? Antonio Maria Amico |                                                      |                                                      | Girolamo *? †1590 Maria Matuzzi | Girolamo *? †1590 Maria Matuzzi | Amabilia *? †? Girolamo Cerri | Amabilia *? †? Girolamo Cerri | Antonio *? †? | Antonio *? †? | Giovanni Carlo *? †? | Giovanni Carlo *? †?                         | Barbara *? †?                                                             | Barbara *? †?                                                             | Laura *? †?                    | Laura *? †? | Anna *? †? Matteo Massa | Anna *? †? Matteo Massa                     | Caterina †1618                              | Caterina †1618                                             | Bartolomeo †1618                                       | Bartolomeo †1618                                                        | Policarpo *1571 †1615                                                   | Policarpo *1571 †1615                     | 1.Anna Camilla *1585 †1652 Costanzo Taverna, IV conte di Landriano | 1.Anna Camilla *1585 †1652 Costanzo Taverna, IV conte di Landriano | MORONI STAMPA *1.Massimiliano, I conte di Grezzago *1611 †1679 Eleonora dal Pozzo *Margherita Ciocca | MORONI STAMPA *1.Massimiliano, I conte di Grezzago *1611 †1679 Eleonora dal Pozzo *Margherita Ciocca | *1.Ippolita *? †?                                                                      | *1.Ippolita *? †?                                                                                            | *2.Sforza *? †?                                                                                              | *2.Sforza *? †?                                                    | *2.Giovanni *? †?                                     | *2.Giovanni *? †?                                                                            |                                                                                              |                                                         |                                                         |                                                                 |                                                                 |                                                                 |                                                                 |                                                 |                                     |                                     |                                  |                                  |                      |                      |
|                    |                    |                                        |                                        |                                               |                                               |                                    |                                    |                                   |                                   |                                                      |                                                      |                                 |                                 |                               |                               |               |               |                      |                                              |                                                                           |                                                                           |                                |             |                         |                                             |                                             |                                                            |                                                        |                                                                         |                                                                         |                                           |                                                                    |                                                                    | | |                                                                                        | | |                                                                    |                                                       |                                                                                              |                                                                                              |                                                         |                                                         |                                                                 |                                                                 |                                                                 |                                                                 |                                                 |                                     |                                     |                                  |                                  |                      |                      |
|                    |                    |                                        |                                        |                                               |                                               |                                    |                                    |                                   |                                   |                                                      |                                                      |                                 |                                 |                               |                               |               |               |                      |                                              |                                                                           |                                                                           |                                |             |                         |                                             |                                             |                                                            |                                                        |                                                                         |                                                                         |                                           |                                                                    |                                                                    | | |                                                                                        | | |                                                                    |                                                       |                                                                                              |                                                                                              |                                                         |                                                         |                                                                 |                                                                 |                                                                 |                                                                 |                                                 |                                     |                                     |                                  |                                  |                      |                      |
|                    |                    |                                        | Gian Galeazzo *1617 †? senza eredi     | Gian Galeazzo *1617 †? senza eredi            | Francesco *1618 †?                            | Francesco *1618 †?                 | Giacomo Antonio *? †?              | Giacomo Antonio *? †?             | Pietro Paolo *1628 †?             | Pietro Paolo *1628 †?                                | Ascanio *1581 †1620 ?                                | Ascanio *1581 †1620 ?           | Stefano *? †? senza eredi       | Stefano *? †? senza eredi     |                               |               |               |                      |                                              |                                                                           |                                                                           |                                |             |                         |                                             |                                             | Girolamo, II conte di Grezzago *1641 †1702 Paola Corio     | Girolamo, II conte di Grezzago *1641 †1702 Paola Corio | Barbara *1643 †1676 Michele Benaglio, signore di Mezzano                | Barbara *1643 †1676 Michele Benaglio, signore di Mezzano                | Nicolò †1692 *Caterina Capanella          | Nicolò †1692 *Caterina Capanella                                   | Sforza *? †?                                                       | Sforza *? †?                                                                                         | Claudio *? †?                                                                                        | Claudio *? †?                                                                          | Teresa *? †? 1.Luigi Marliani, V conte di Busto Arsizio 2.Francesco del Majno, V conte di Bosco Alessandrino | Teresa *? †? 1.Luigi Marliani, V conte di Busto Arsizio 2.Francesco del Majno, V conte di Bosco Alessandrino | Francesca *1656 †?                                                 | Francesca *1656 †?                                    | *Girolamo Massimiliano *1636 †?                                                              | *Girolamo Massimiliano *1636 †?                                                              |                                                         |                                                         |                                                                 |                                                                 |                                                                 |                                                                 |                                                 |                                     |                                     |                                  |                                  |                      |                      |
|                    |                    |                                        |                                        |                                               |                                               |                                    |                                    |                                   |                                   |                                                      |                                                      |                                 |                                 |                               |                               |               |               |                      |                                              |                                                                           |                                                                           |                                |             |                         |                                             |                                             |                                                            |                                                        |                                                                         |                                                                         |                                           |                                                                    |                                                                    | | |                                                                                        | | |                                                                    |                                                       |                                                                                              |                                                                                              |                                                         |                                                         |                                                                 |                                                                 |                                                                 |                                                                 |                                                 |                                     |                                     |                                  |                                  |                      |                      |
|                    |                    |                                        |                                        |                                               |                                               |                                    |                                    |                                   |                                   |                                                      |                                                      |                                 |                                 |                               |                               |               |               |                      |                                              |                                                                           |                                                                           |                                |             |                         |                                             |                                             |                                                            |                                                        |                                                                         |                                                                         |                                           |                                                                    |                                                                    | | |                                                                                        | | |                                                                    |                                                       |                                                                                              |                                                                                              |                                                         |                                                         |                                                                 |                                                                 |                                                                 |                                                                 |                                                 |                                     |                                     |                                  |                                  |                      |                      |
|                    |                    |                                        |                                        | Anna *? †? Raffaello Andosilla                | Anna *? †? Raffaello Andosilla                | Porzia *? †? Pietro Pandolfini     | Porzia *? †? Pietro Pandolfini     |                                   |                                   |                                                      | Francesco *? †? senza eredi                          | Francesco *? †? senza eredi     |                                 |                               |                               |               |               |                      |                                              |                                                                           |                                                                           |                                |             |                         | Massimiliano, III conte di Grezzago †1750 ? | Massimiliano, III conte di Grezzago †1750 ? | Giuseppe *? †?                                             | Giuseppe *? †?                                         | Anna *1636 †? Giovanni Battista Silva, marchese del Sacro Romano Impero | Anna *1636 †? Giovanni Battista Silva, marchese del Sacro Romano Impero | Girolamo *1666 †? Maria Giovanna Visconti | Girolamo *1666 †? Maria Giovanna Visconti                          |                                                                    | | |                                                                                        | | |                                                                    |                                                       |                                                                                              |                                                                                              |                                                         |                                                         |                                                                 |                                                                 |                                                                 |                                                                 |                                                 |                                     |                                     |                                  |                                  |                      |                      |
|                    |                    |                                        |                                        |                                               |                                               |                                    |                                    |                                   |                                   |                                                      |                                                      |                                 |                                 |                               |                               |               |               |                      |                                              |                                                                           |                                                                           |                                |             |                         |                                             |                                             |                                                            |                                                        |                                                                         |                                                                         |                                           |                                                                    |                                                                    | | |                                                                                        | | |                                                                    |                                                       |                                                                                              |                                                                                              |                                                         |                                                         |                                                                 |                                                                 |                                                                 |                                                                 |                                                 |                                     |                                     |                                  |                                  |                      |                      |
|                    |                    |                                        |                                        |                                               |                                               |                                    |                                    |                                   |                                   |                                                      |                                                      |                                 |                                 |                               |                               |               |               |                      |                                              |                                                                           |                                                                           |                                |             |                         |                                             |                                             |                                                            |                                                        |                                                                         |                                                                         |                                           |                                                                    |                                                                    | | |                                                                                        | | |                                                                    |                                                       |                                                                                              |                                                                                              |                                                         |                                                         |                                                                 |                                                                 |                                                                 |                                                                 |                                                 |                                     |                                     |                                  |                                  |                      |                      |
|                    |                    |                                        |                                        |                                               |                                               |                                    |                                    |                                   |                                   |                                                      |                                                      |                                 |                                 |                               |                               |               |               |                      |                                              |                                                                           |                                                                           |                                |             |                         | Anna *? †?                                  |                                             |                                                            |                                                        |                                                                         |                                                                         |                                           |                                                                    |                                                                    | | |                                                                                        | | |                                                                    |                                                       |                                                                                              |                                                                                              |                                                         |                                                         |                                                                 |                                                                 |                                                                 |                                                                 |                                                 |                                     |                                     |                                  |                                  |                      |                      |